# 球果假水晶兰
球果假水晶兰为鹿蹄草科假水晶兰属下的一个种，又稱長白假水晶蘭、矮假水晶兰。种加名humilis意为“低矮的”。

## 圖庫

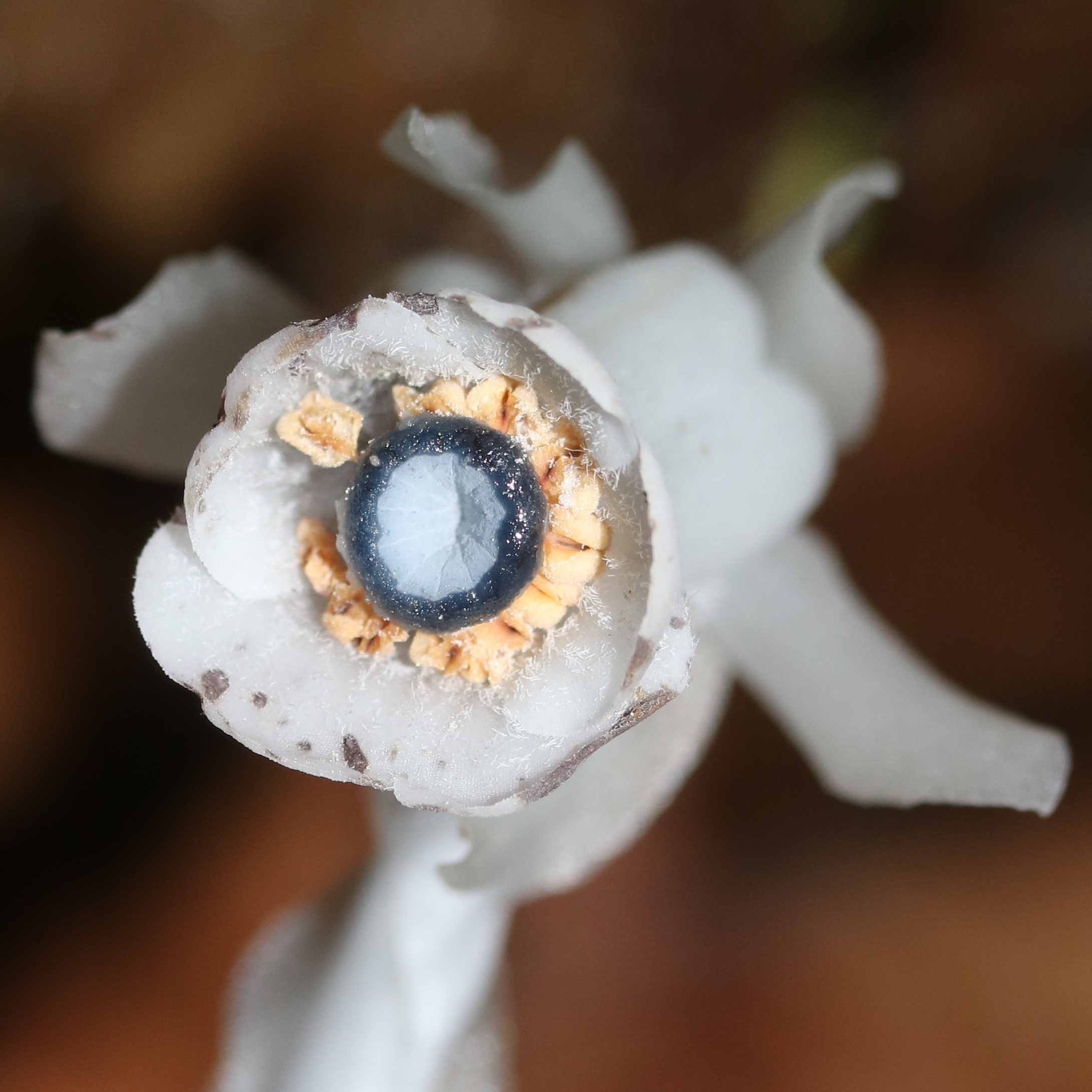
雄蕊群及雌蕊
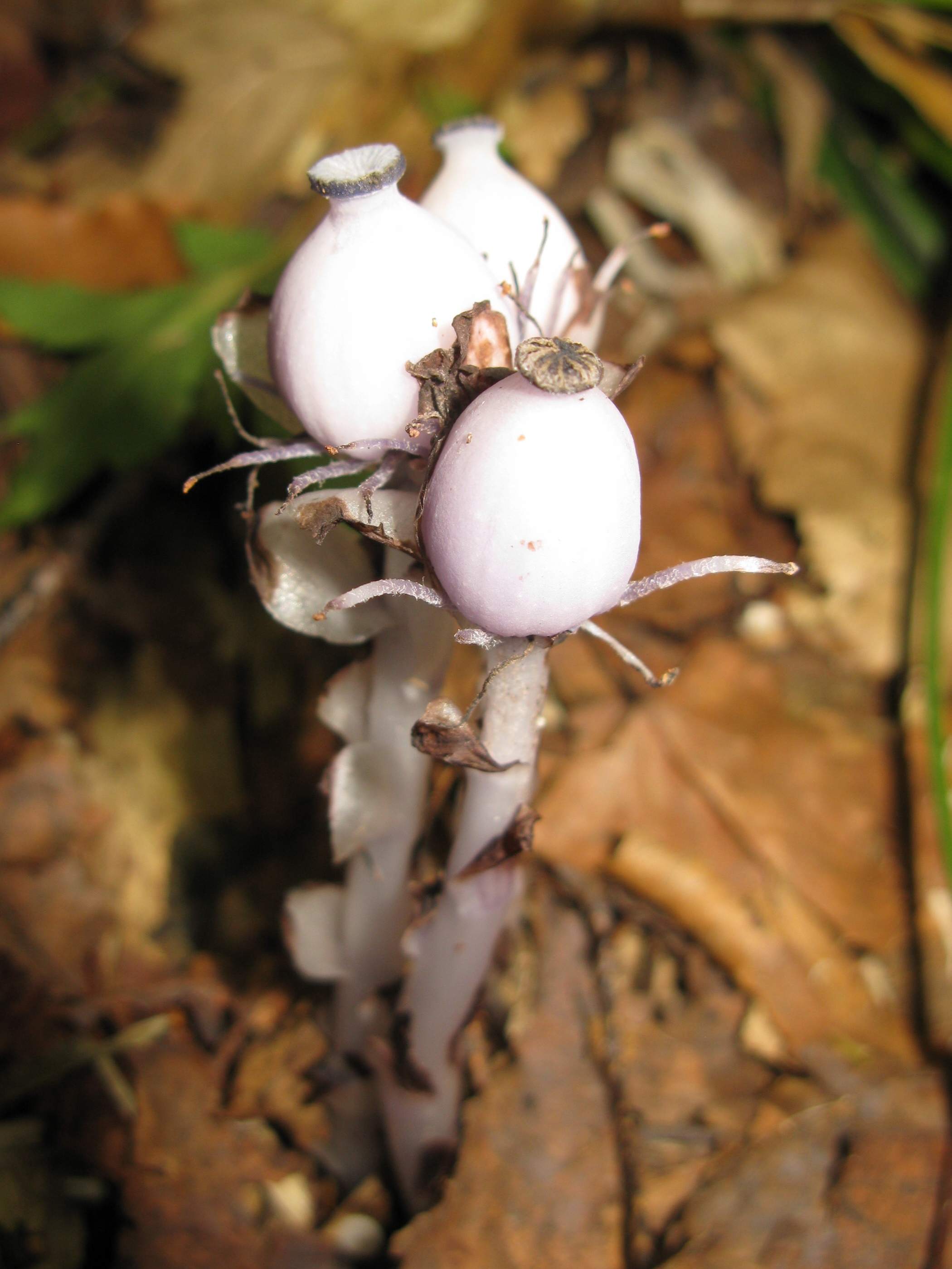
果实
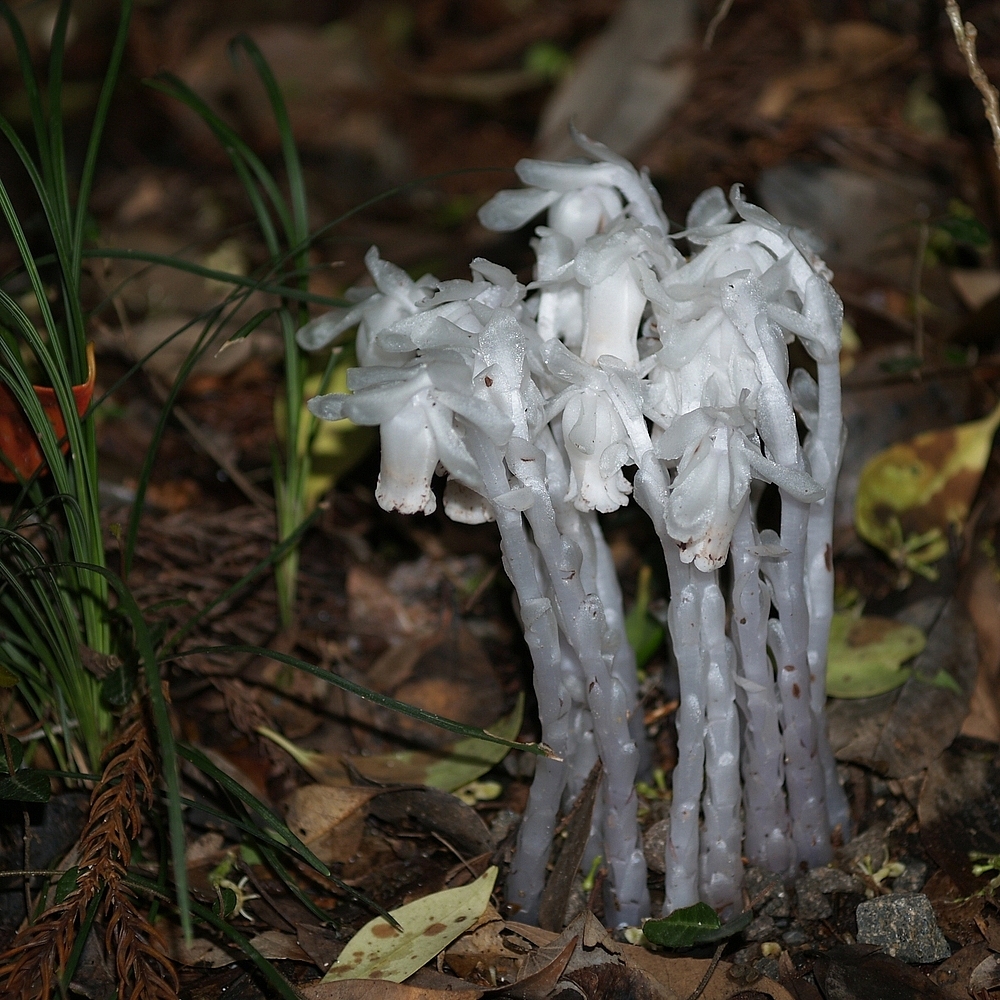
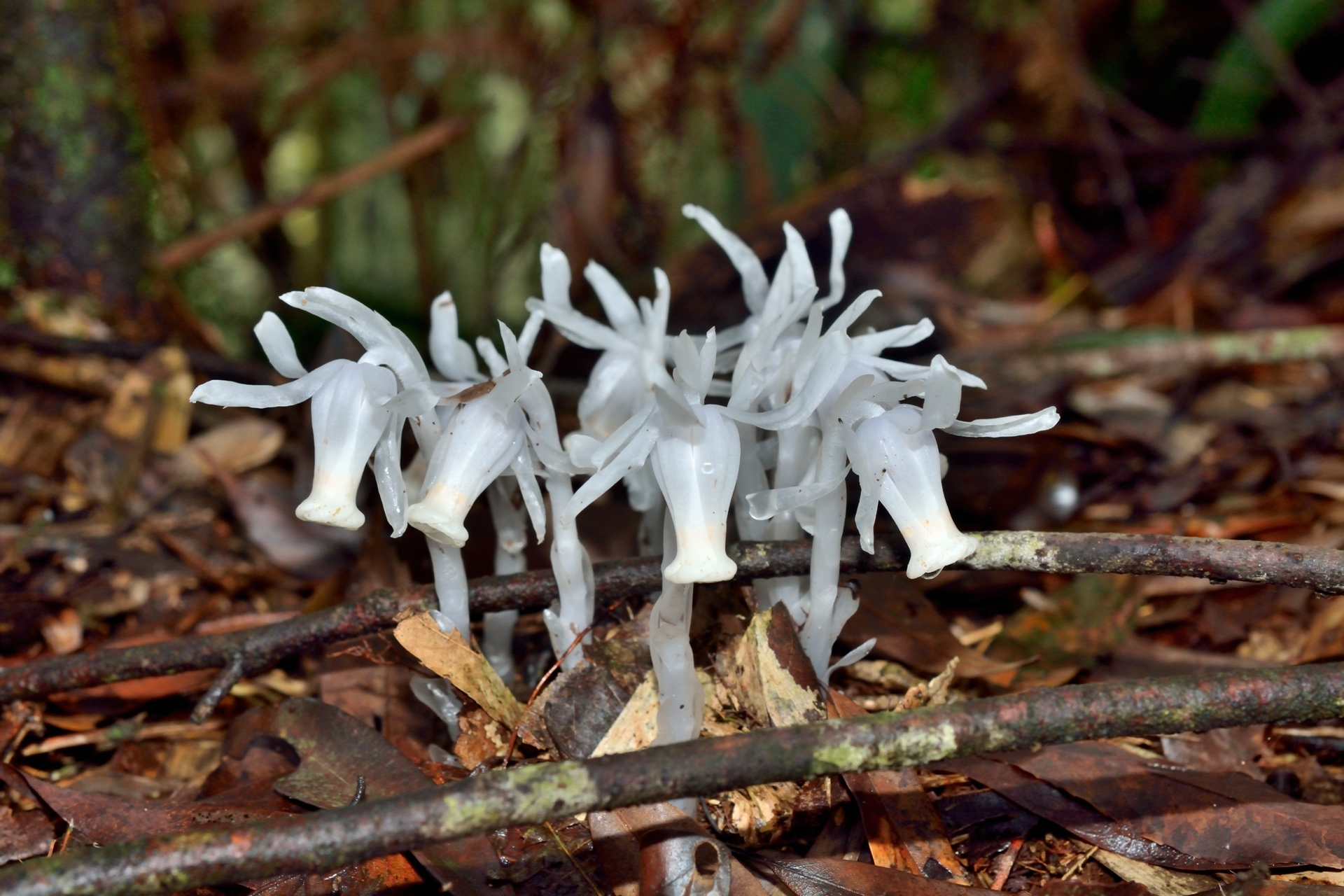